# Koza (województwo lubuskie)
Koza (niem.: Kaza, od 1 listopada 1937 Waldluch) – uroczysko - dawna miejscowość położona w zachodniej części Puszczy Noteckiej na terenie gminy Skwierzyna.
Miejscowość zlokalizowana była ok. 5 km na zachód od Lubiatowa i 10 km na południe od Gościmia.

## Historia
W 1402 w dokumencie określającym granicę Wielkopolski i Nowej Marchii wzmiankowano położone w tym miejscu jezioro otoczone bagnem Czegen. W drugiej połowie XVIII w. powstała tu olęderska osada, która przetrwała do końca II wojny światowej.
W okresie Wielkiego Księstwa Poznańskiego (1815-1848) miejscowość należała do wsi mniejszych w ówczesnym pruskim powiecie Międzychód w rejencji poznańskiej. Koza stanowiła część majątku Wiejce, którego właścicielem był wówczas Koch. Według spisu urzędowego z 1837 roku wieś liczyła 73 mieszkańców, którzy zamieszkiwali 9 dymów (domostw). Wzmiankowana była wówczas także Koza smolarnia (1 dom, 10 osób).
Liczba ludności: 72 (1885), 67 (1905), 60 (1910), 60 (1925), 62 (1933), 26 (1939).
W miejscu dawnego jeziora znajduje się duża leśna polana (ponad 10 ha) z oczkiem wodnym pośrodku. Po opuszczonej osadzie pozostały fundamenty domostw i drzewa liściaste, między innymi pomnikowe dęby i lipy oraz relikty cmentarza. Przy leśnej drodze przeciwpożarowej nr 42 z Gościmia do Lubiatowa zachował się stary kamienny drogowskaz.

## Galeria

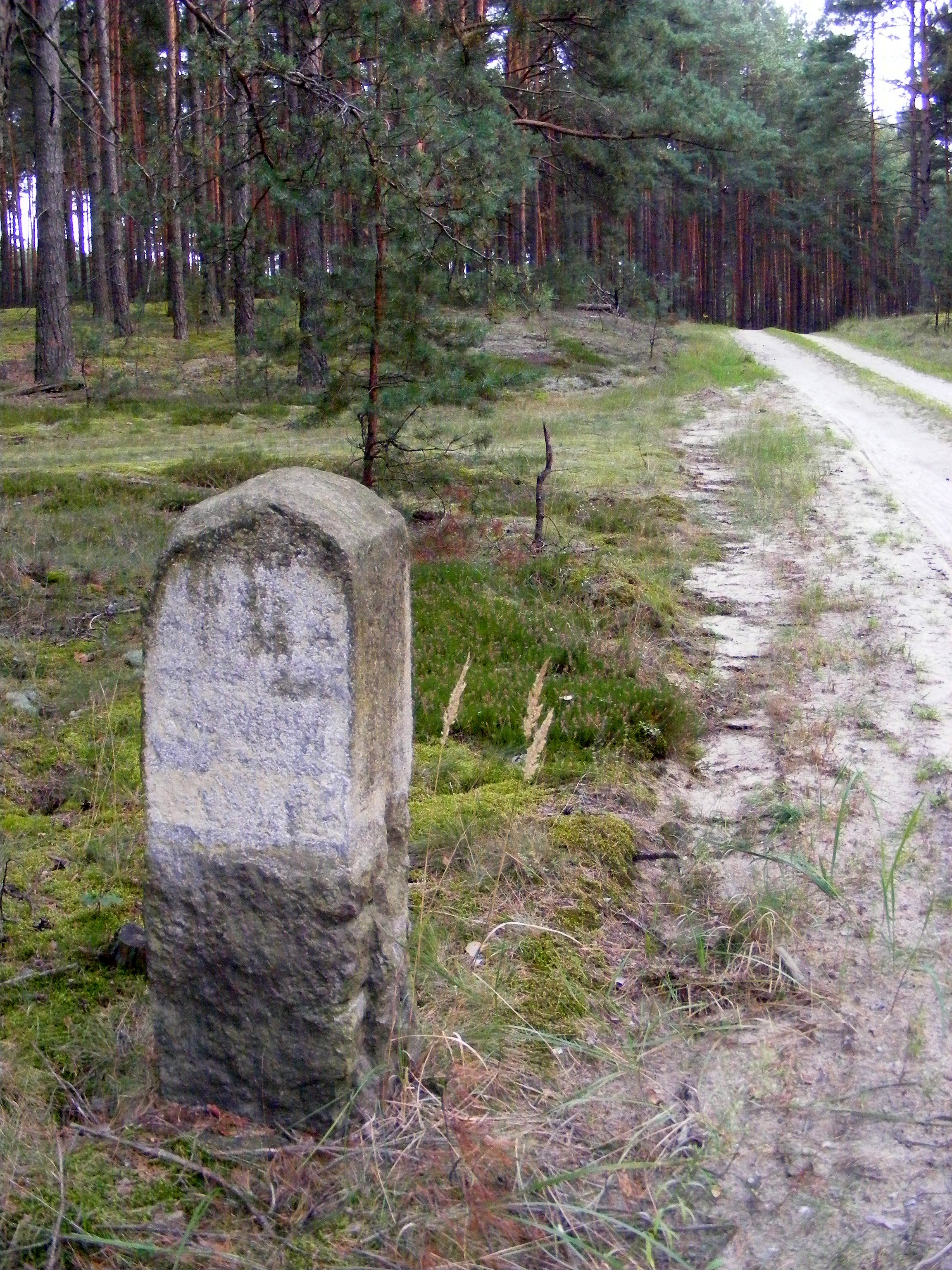
Kamienny drogowskaz, napis został zniszczony
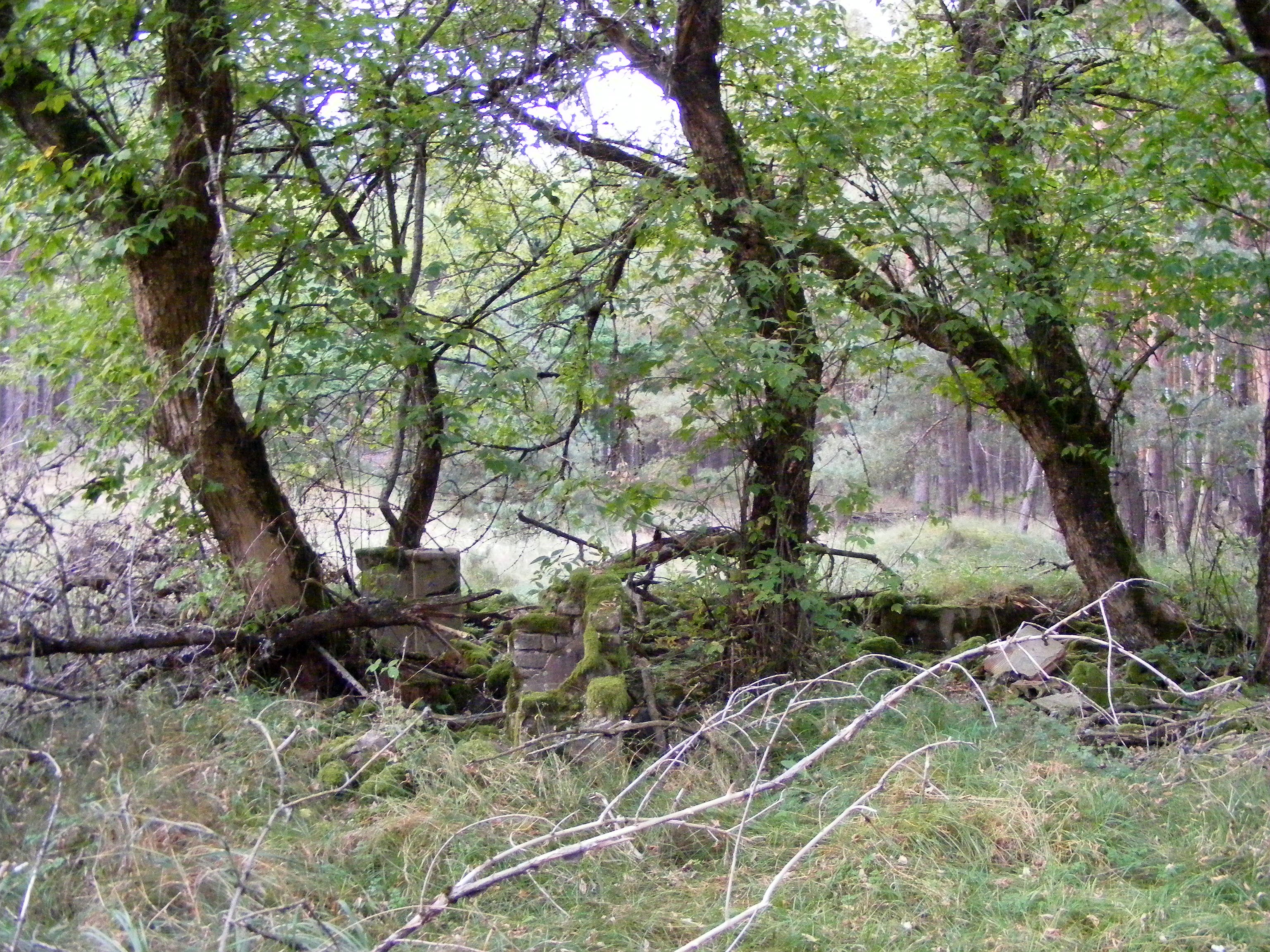
Koza – pozostałości domów